# Kościół św. Marcina we Wrocławiu
Kościół św. Marcina we Wrocławiu – niewielki gotycki kościółek znajdujący się w zachodniej części wrocławskiego Ostrowa Tumskiego. Jest jedną z najstarszych istniejących budowli kościelnych we Wrocławiu (starszy jest tylko kościół św. Idziego).

## Historia kościoła
Obecny kościół św. Marcina stanowi jedyną ocalałą budowlę należącą do dawnego zamku piastowskiego we Wrocławiu. Powstał zapewne jako kościół fundacji klasztornej Henryka Probusa pod wezwaniem Najświętszej Marii Panny, a zarazem karner. Zbudowano go z cegły prawdopodobnie w latach 80. XIII wieku. Autorstwo przypisuje się muratorowi Wilandowi. Początkowo rzut kościoła składał się z podłużnego prezbiterium i przylegającej do niego od zachodu ośmiobocznej nawy. Kościół był budowlą dwupoziomową, obecnie – wobec podniesienia się przez kilkaset lat poziomu otaczającego go gruntu o parę metrów – poziom dolny jest silnie zagłębiony poniżej terenu i ma charakter krypty. Edmund Małachowicz wyraził przypuszczenie, że pierwotnie kościół miał mieć trzeci poziom w postaci empory otaczającej zarówno prezbiterium, jak i nawę i połączonej mostkiem z położonymi nietypowo od wschodu zabudowaniami klasztoru, co tłumaczyłoby obecność pozostałości bardzo masywnych przypór, fundamentu filara po stronie wschodniej oraz skutego lica muru. Jednocześnie można zdaniem Małachowicza doszukiwać się analogii z ośmioboczną i otoczoną galerią kaplicą Karola Wielkiego w Akwizgranie.

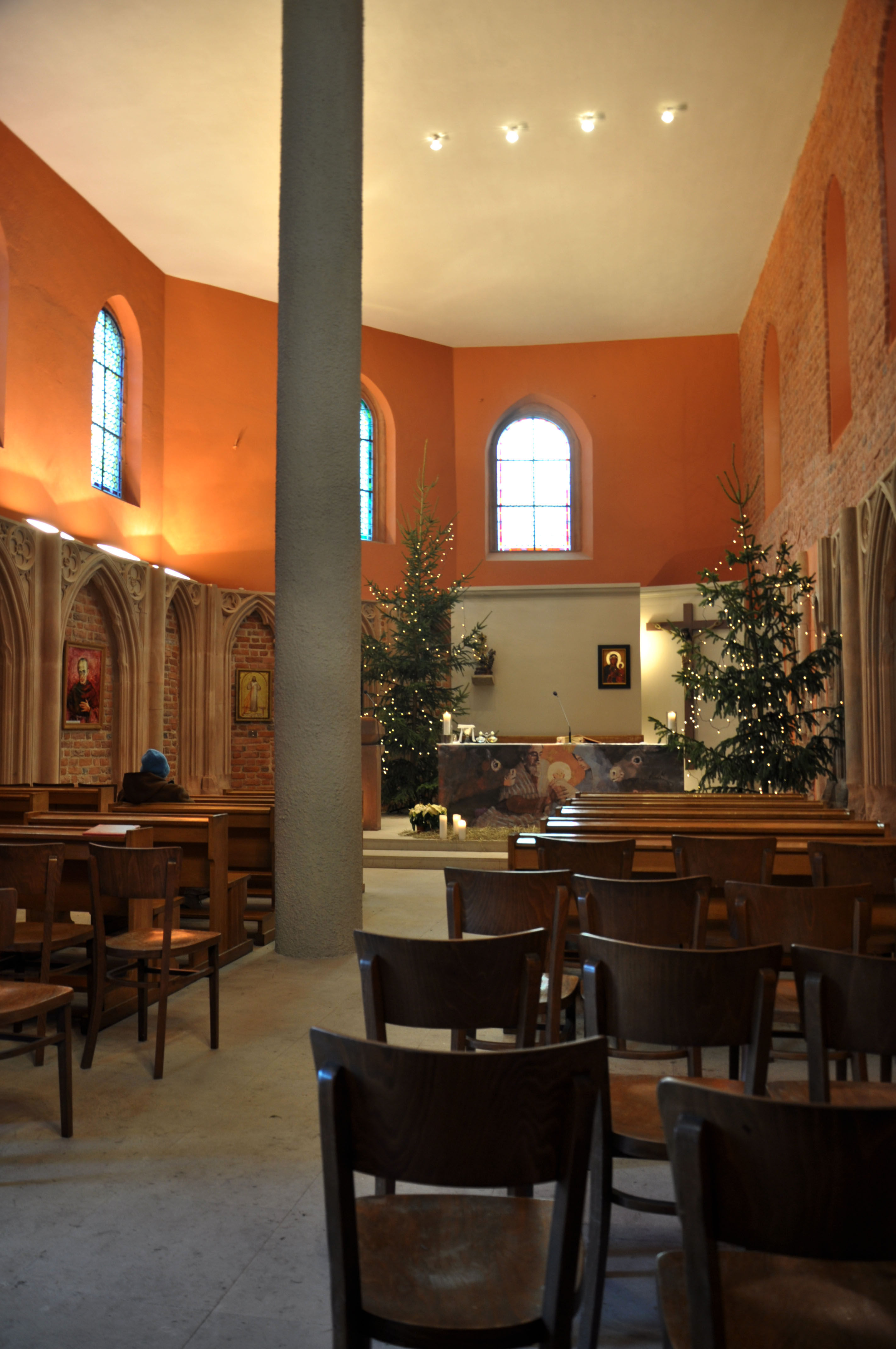
Wnętrze kościoła św. Marcina – ołtarz

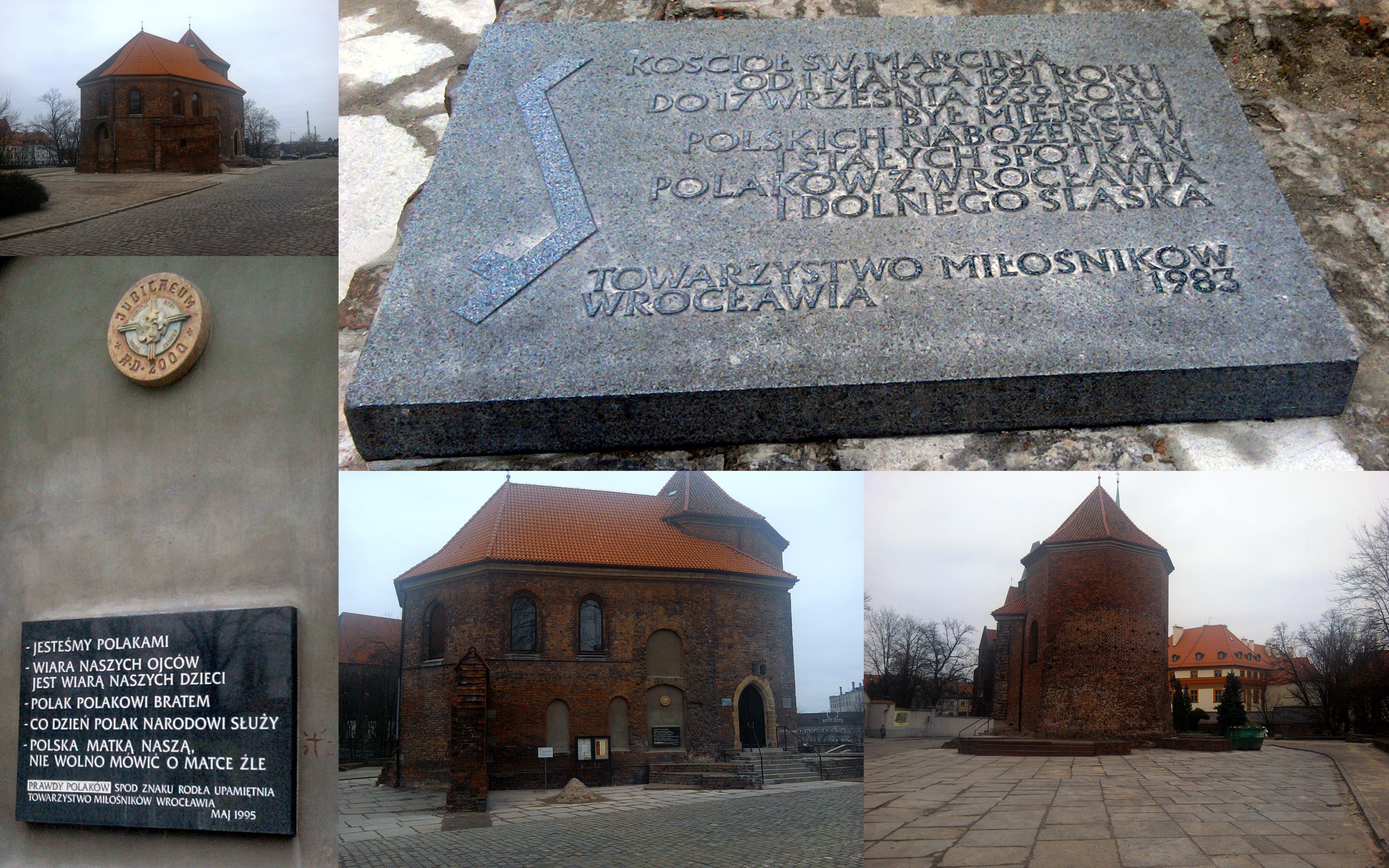
Kolaż – kościół św. Marcina we Wrocławiu stan na 2011 r.

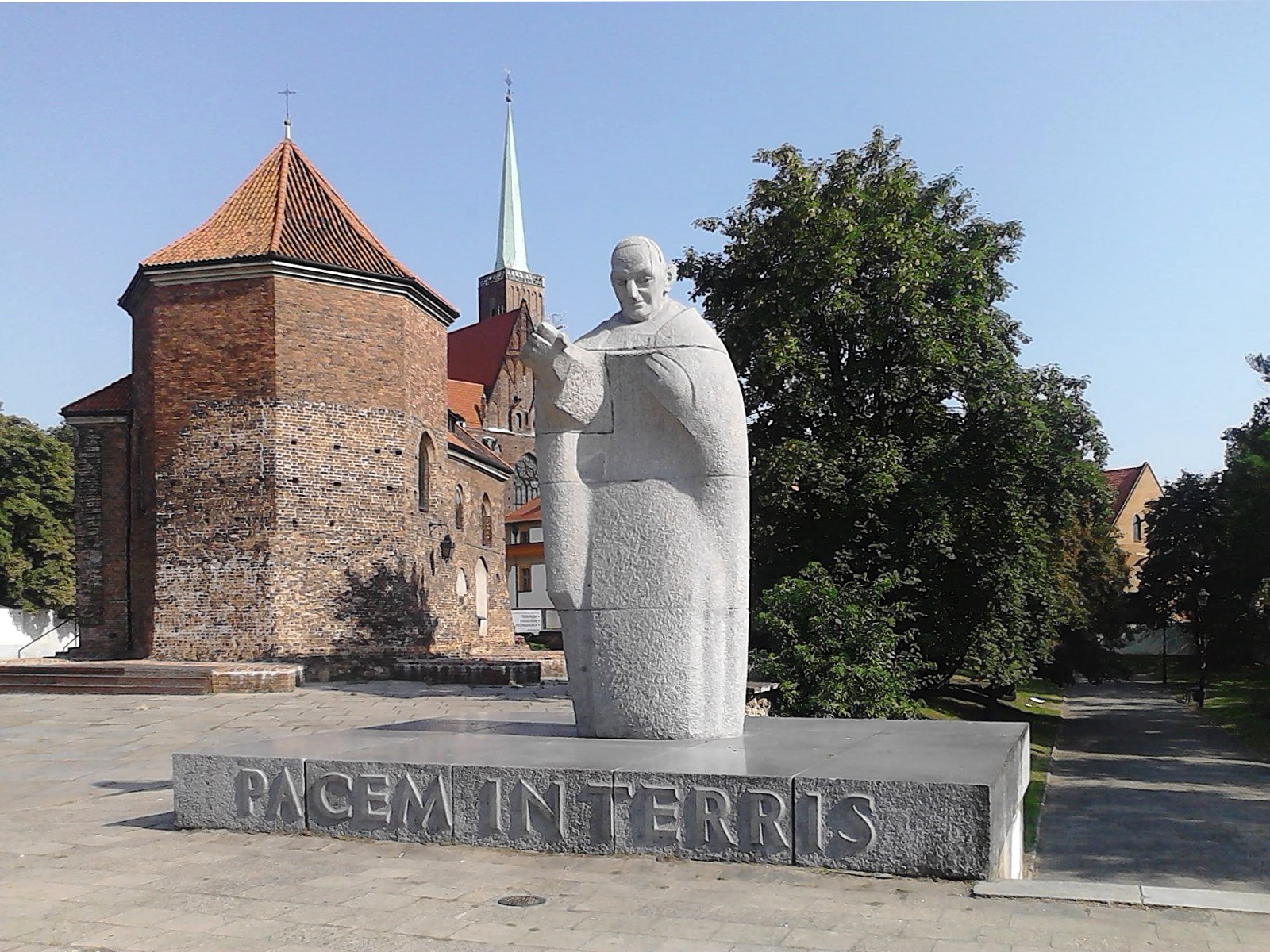
Kościół św. Marcina – widok od północnego zachodu z pomnikiem Jana XXIII w oddali wieża kolegiaty

Wobec ufundowania przez Probusa kolegiaty św. Krzyża prace nad kaplicą i sąsiadującym z nią od południowego wschodu klasztorem prawdopodobnie przerwano w roku 1287. Wedle testamentu Henryka Probusa pogrzeb w prezbiterium kolegiaty miał mieć charakter tymczasowy, zaś po ukończeniu kościoła i klasztoru NMP (tj. obecnego św. Marcina) miało nastąpić przeniesienie pochówku, do czego jednak nigdy nie doszło. Kościół NMP ukończono później w bardzo uproszczony i właściwie pozbawiony cech stylowych sposób i jako o wiele niższy, niż planowano. Zburzono w związku z tym przypory powyżej poziomu terenu. Przesunięcie północnej ściany prezbiterium i poszerzenie nawy w kierunku północnym (w miejscu dawnych przypór) nadało rzutowi nieregularny kształt, jednocześnie zacierając pierwotną koncepcję (niektóre źródła datują rozszerzenie prezbiterium na czasy po pożarze w 1466, inne mówią o 1. połowie XIV w.). Jednocześnie przeniesiono na kościółek wezwanie św. Marcina, które różne źródła wiążą z kilkoma lokalizacjami i obiektami w obrębie grodu. Wiadomo bowiem, że istniała romańska budowla sakralna, określana w akcie nadania ołbińskiemu klasztorowi św. Wincentego z 1149 jako capellam videlicet sancti Martini i znajdująca się wcześniej pod opieką benedyktynów. Późniejsze dokumenty (1248) wymieniają kościół św. Marcina, jako położony in castro, a więc na terenie ścisłego grodu. Do 1368 kościółek należał do klasztoru ołbińskiego.
Po przebudowie górna kondygnacja kościoła nie posiadała sklepień, lecz strop kasetonowy. Nad wschodnią częścią dachu górowała sygnaturka (wieża). Po likwidacji zamku kościół znalazł się przy centralnym placu otoczonym dworami kanoników. Po tym jak w początku XIX wieku zasypano odnogę Odry oddzielającą Ostrów, przebito przez dawny teren zamku ulicę noszącą imię patrona kościółka, zaś wokół niego powstały wysokie kamienice, odgradzające go od rzeki. W okresie międzywojennym (1921–1939) kościół służył wrocławskiej Polonii – odbywały się tutaj nabożeństwa w języku polskim. Ostatnie nabożeństwo odprawił pochodzący z Opola ks. Józef Sikora 17 września 1939 r., po czym wpisał w kościelnej księdze po polsku następujące słowa:
I nie ustaniemy w walce, siłę słuszności mamy
I mocą tej słuszności wytrwamy i wygramy!.
W czasie II wojny światowej został bardzo silnie (ok. 80%) zniszczony. Do lat 70. XX wieku niesłusznie, jak się wydaje, uważano, że kościółek pełnił niegdyś funkcję kaplicy zamkowej rezydujących we Wrocławiu książąt piastowskich (obecnie lokalizuje się ją w północnej części zamku). Odbudowany został w latach 1957–1960 przez Tadeusza Kozaczewskiego w silnie zmienionej formie – ponieważ przywiązywano dużą wagę do tradycji piastowskiego Wrocławia, partia nawy została pomniejszona do dawnych rozmiarów rzutu, nadbudowana i nakryta daszkiem namiotowym, co nadało jej kształt wieży, uwydatniającej pamiątkowy charakter świątyni. W roku 1968 odtworzono zarys dawnych przypór, budując też nową posadzkę południowej części dawnego terenu zamkowego. Na zachód od kościoła wzniesiono pomnik papieża św. Jana XXIII.